# A.S. Cittadella
Associazione Sportiva Cittadella, thường được gọi là Cittadella, là một câu lạc bộ bóng đá chuyên nghiệp của Ý có trụ sở tại thành phố Cittadella, Veneto, hiện đang chơi ở Serie B.
Đội được thành lập vào năm 1973 và chơi các trận sân nhà tại sân vận động Pier Cesare Tombolato có sức chứa 7.623 chỗ ngồi.

## Cầu thủ

### Đội hình hiện tại
Tính đến ngày 17/10/2023
Ghi chú: Quốc kỳ chỉ đội tuyển quốc gia được xác định rõ trong điều lệ tư cách FIFA. Các cầu thủ có thể giữ hơn một quốc tịch ngoài FIFA.
| Số | VT | Quốc gia | Cầu thủ              |
| -- | -- | -------- | -------------------- |
| 1  | TM | Ý        | Filippo Veneran      |
| 2  | HV | Ý        | Alessandro Salvi     |
| 4  | HV | Ý        | Matteo Angeli        |
| 5  | TV | Ý        | Valerio Mastrantonio |
| 6  | HV | Ý        | Edoardo Sottini      |
| 7  | TĐ | Ý        | Luca Pandolfi        |
| 8  | TV | Ý        | Francesco Amatucci   |
| 9  | TĐ | Ý        | Andrea Magrassi      |
| 10 | TĐ | Ý        | Claudio Cassano      |
| 11 | TĐ | Ý        | Filippo Pittarello   |
| 15 | HV | Ý        | Domenico Frare       |
| 16 | TV | Ý        | Alessio Vita         |
| 18 | TV | Ý        | Andrea Tessiore      |
| 20 | TV | Ý        | Giuseppe Carriero    |

| Số | VT | Quốc gia | Cầu thủ                            |
| -- | -- | -------- | ---------------------------------- |
| 21 | TV | Ý        | Nicholas Saggionetto               |
| 23 | TV | Ý        | Simone Branca (đội phó)            |
| 24 | HV | Ý        | Lorenzo Carissoni                  |
| 26 | TV | Ý        | Nicola Pavan (đội phó thứ 2)       |
| 27 | TV | Ý        | Andrea Danzi                       |
| 28 | HV | Ý        | Alessio Rizza                      |
| 30 | HV | Ý        | Stefano Negro                      |
| 32 | TĐ | Ý        | Tommy Maistrello                   |
| 36 | TM | Albania  | Elhan Kastrati (đội phó thứ 3)     |
| 64 | HV | Ý        | Andrea Cecchetto                   |
| 74 | TĐ | Ý        | Ahmed Kader Sanogo                 |
| 77 | TM | Ý        | Luca Maniero                       |
| 92 | TĐ | Ý        | Enrico Baldini                     |
| 98 | HV | Ý        | Federico Giraudo (mượn từ Reggina) |